# Abtsteinach

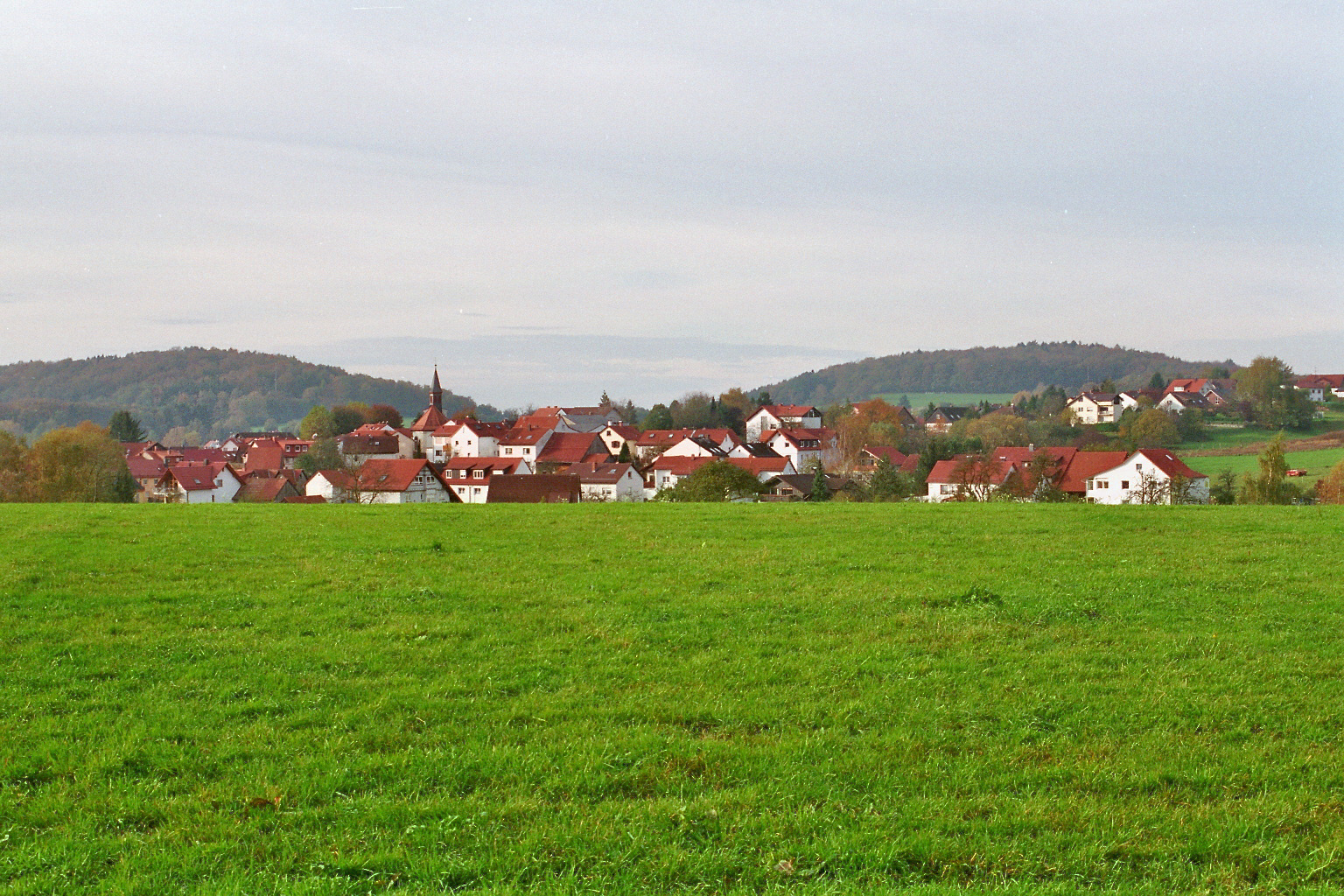
Ober-Abtsteinach, von Osten gesehen

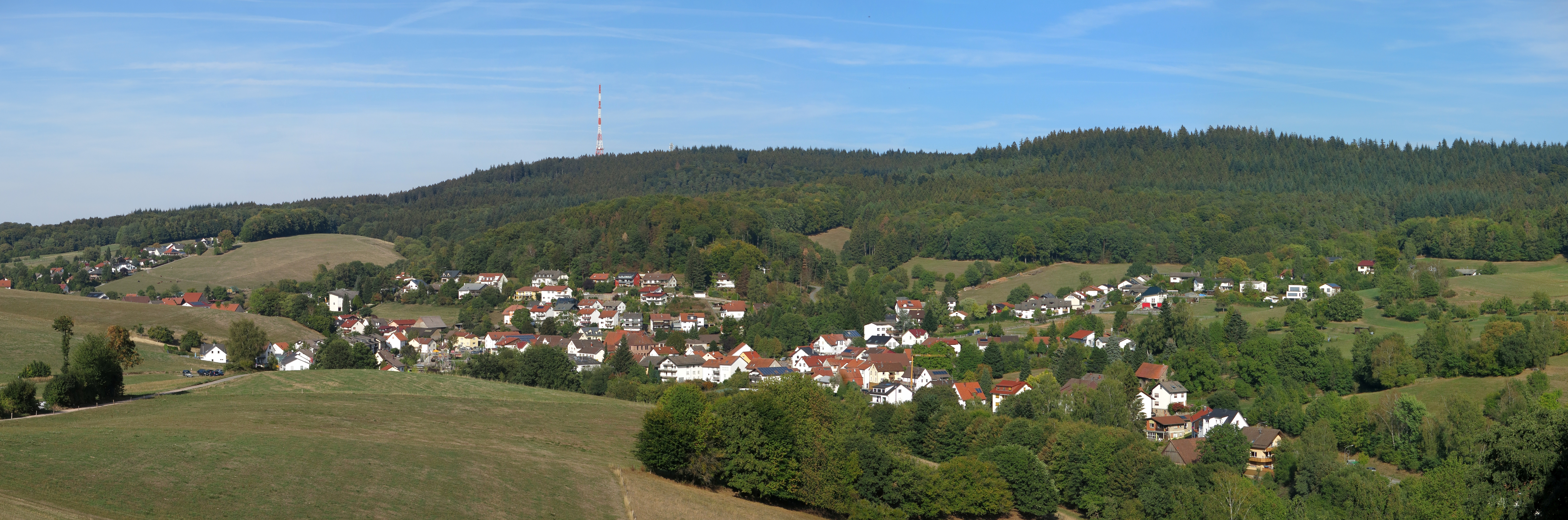
Unter-Abtsteinach mit dem Hardberg

Abtsteinach ist eine Gemeinde im südhessischen Landkreis Bergstraße. Die Gemeinde nennt sich „das Tor zum Überwald“.

## Geographie

### Geographische Lage
Abtsteinach befindet sich hochgelegen im Vorderen Odenwald in Südhessen an der Grenze zu Baden-Württemberg. Die Gemeinde ist umgeben von einigen namhaften Bergen des Überwaldes, wie dem Götzenstein, dem Waldskopf und dem Hohberg im Westen sowie dem Hardberg und der Stiefelhöhe im Osten. In Abtsteinach entspringt die nach Süden dem Neckar zustrebende Steinach.
Ober-Abtsteinach liegt auf 480 m ü. NHN auf der als kleine Hochfläche ausgebildeten Wasserscheide von Steinach und Weschnitz. Südlich davon an der Steinach liegt Unter-Abtsteinach (409 m ü. NHN) und nördlich davon beginnt der steile Abfall in das Talsystem des Mörlenbachs, der über die Weschitz dem Oberrhein zustrebt. Hier liegt auf 400 m ü. NHN der Ortsteil Mackenheim.

### Nachbargemeinden
Abtsteinach grenzt im Norden an die Gemeinde Mörlenbach, im Osten an die Überwald-Gemeinde Wald-Michelbach, im Süden an die Gemeinde Heiligkreuzsteinach (Rhein-Neckar-Kreis in Baden-Württemberg) sowie im Westen an die Gemeinden Gorxheimertal und Birkenau.

### Gemeindegliederung
Abtsteinach besteht aus den drei Ortsteilen Mackenheim, Ober-Abtsteinach (Sitz der Gemeindeverwaltung) und Unter-Abtsteinach.

## Geschichte

### Von den Anfängen bis zum 18. Jahrhundert
Auf die Besiedlung der Gegend um Abtsteinach durch Kelten schon in vorrömischer Zeit weisen entsprechende Funde hin.
Absteinach entstand im Gebiet der ehemaligen Mark Heppenheim die einen Verwaltungsbezirk des Frankenreichs bezeichnete. Gesichert ist eine mehr als tausendjährige Geschichte des Orts, da der früheste erhalten gebliebene urkundliche Nachweis im Lorscher Codex, einem Besitzverzeichnis des Klosters Lorsch, das Bestehen des Ortes possesa Steinah, der heutige Ortsteil Oberabtsteinach, erstmals für das Jahr 1012 belegt ist. Nach dem Lorscher Codex kam der Flecken Steinach im Jahre 1012 unter Abt Poppo (V.) (1006–1018) als Schenkung des Kaisers Heinrich II. in den Besitz des Klosters. Später wurde die Ansiedlung wegen ihrer Zugehörigkeit zur Abtei Lorsch im Unterschied zu anderen Steinachs „Abtsteinach“ genannt. Daher rührt der silberne Abtsstab im Gemeindewappen. Der Ortsteil Unter-Abtsteinach wurde erstmals 1590 als Teil der Zent Abtsteinach erwähnt.
1267 wird erstmals ein Burggraf auf der Starkenburg (über Heppenheim) genannt, der auch das „Amt Starkenburg“, zu dem Abtsteinach zählte, verwaltete. Als Gericht und untergeordnete Verwaltungseinheit entwickelte sich die Zent Abtsteinach, deren älteste erhalten gebliebene Beschreibung aus dem Jahr 1590 stammt. Aus dem Jahr 1654 ist der Nachweis erhalten, dass alle „Centmänner“ Leibeigene von Kurmainz waren. Für das gleiche Jahr ist belegt, dass die Dörfer Ober- und Unter-Abtsteinach zusammen jährlich 26½ fl. Bede an die Kurmainzer Kellerei in Heppenheim zu zahlen hatte.
Mackenheim gehörte hingegen zur „Zent Mörlenbach“. Weiter Details zur Mackenheim siehe auch Geschichte Mackenheims.
Im Verlauf der für Kurmainz verhängnisvollen Mainzer Stiftsfehde wurde das Amt Starkenburg wiedereinlöslich an Kurpfalz verpfändet und blieb anschließend für 160 Jahre pfälzisch. Pfalzgraf Friedrich I. hatte sich für seine Unterstützung von Erzbischof Diether – im durch die Kurfürsten am 19. November 1461 geschlossenen „Weinheimer Bund“ – das „Amt Starkenburg“ verpfänden lassen, wobei Kurmainz das Recht erhielt, das Pfand für 100.000 Pfund wieder einzulösen.
In den Anfängen der Reformation sympathisierten die pfälzischen Herrscher offen mit dem lutherischen Glauben, aber erst unter Ottheinrich, Kurfürst von 1556 bis 1559, erfolgte der offizielle Übergang zur lutherischen Lehre. Danach wechselten seine Nachfolger und gezwungenermaßen auch die Bevölkerung mehrfach zwischen der lutherischen, reformierten und calvinistischen Konfession. Als Folge der Reformation hob die Kurpfalz 1564 das Kloster Lorsch auf. Die bestehenden Rechte wie Zehnten, Grundzinsen, Gülten und Gefälle des Klosters Lorsch wurden fortan durch die „Oberschaffnerei Lorsch“ wahrgenommen und verwaltet. 1568 gehörten Ober- und Unter-Abtsteinach zur reformierten Pfarrei Wald-Michelbach.
Als im Laufe des Dreißigjährigen Krieges (1618–1648) spanische Truppen der „Katholischen Liga“ die Region eroberten, wurde 1623 die Kurmainzer Herrschaft wieder hergestellt. Dadurch wurde die durch die Pfalzgrafen eingeführte Reformation weitgehend wieder rückgängig gemacht und die Bevölkerung musste wieder zum katholischen Glauben zurückkehren. Zwar zogen sich die spanischen Truppen nach 10 Jahren vor den anrückenden Schweden zurück aber nach der Niederlage der Evangelischen in der Nördlingen 1634 verließen auch die Schweden die Bergstraße und mit dem Schwedisch-Französischen Krieg begann ab 1635 das blutigste Kapitel des Dreißigjährigen Krieges. Aus der Region berichten die Chronisten aus jener Zeit: „Pest und Hunger wüten im Land und dezimieren die Bevölkerung, sodass die Dörfer öfters völlig leer stehen“. Mit dem Westfälischen Frieden von 1648 wurde die Einlösung der Pfandschaft endgültig festgeschrieben.
1658 ließ der Mainzer Erzbischof Johann Philipp von Schönborn in Ober-Abtsteinach eine dem heiligen Bonifatius geweihte Kirche errichten, zu dessen Pfarrei 23 Orte gehörten und die die einzige Kirche der ganzen „Zent Abtsteinach“ war und zum „Bergsträßer Landkapitel“ zählte.
Als es 1782 zu einer Umstrukturierung der Ämter im Bezirk der Kurmainzer Amtskellerei Heppenheim kam, wurde der Bereich des Oberamts Starkenburg in die vier untergeordnete Amtsvogteien Heppenheim, Bensheim, Lorsch und Fürth aufgeteilt. Die Zente Abtsteinach, Fürth und Mörlenbach wurden der Amtsvogtei Fürth unterstellt und mussten ihre Befugnisse weitgehend abgeben. Zwar blieb die Zentordnung mit dem Zentschultheiß formal bestehen, dieser konnte jedoch nur noch die Anordnungen der übergeordneten Behörden (Oberamt Starkenburg, Unteramt Fürth) ausführen. Das „Oberamt Starkenburg“ gehörte verwaltungsmäßig zum „Unteren Erzstifts“ des Kurfürstentums Mainz.

### Vom 19. Jahrhundert bis heute
Mit dem Reichsdeputationshauptschluss von 1803 erhielt die Landgrafschaft Hessen-Darmstadt, als Ausgleich für verlorene rechtsrheinische Gebiete, unter anderem Teile der aufgelösten Fürstentümer Kurmainz und Kurpfalz und des Bistums Worms zugesprochen. Somit kam auch das Oberamt Starkenburg und mit ihm Abtsteinach und Mackenheim an Hessen-Darmstadt. Dort wurde die „Amtsvogtei Fürth“ vorerst als hessisches Amt weitergeführt, während das Oberamt Starkenburg 1805 aufgelöst wurde. Die übergeordnete Verwaltungsbehörde war der „Regierungsbezirk Darmstadt“ der ab 1803 auch als „Fürstentum Starkenburg“ bezeichnet wurde.
In der Landgrafschaft Hessen-Darmstadt wurde mit Ausführungsverordnung vom 9. Dezember 1803 das Gerichtswesen neu organisiert. Für das Fürstentum Starkenburg wurde das „Hofgericht Darmstadt“ als Gericht der zweiten Instanz eingerichtet. Die Rechtsprechung der ersten Instanz wurde durch die Ämter bzw. Standesherren vorgenommen. Das Hofgericht war für normale bürgerliche Streitsachen Gericht der zweiten Instanz, für standesherrliche Familienrechtssachen und Kriminalfälle die erste Instanz. Übergeordnet war das Oberappellationsgericht Darmstadt. Damit hatten die Zente und die mit ihnen verbundenen Zentgerichte endgültig ihre Funktion eingebüßt.
Am 14. August 1806 erhob Napoleon die Landgrafschaft Hessen-Darmstadt zum Großherzogtum. 1812 wurde das ehemals pfälzische Oberamt Lindenfels aufgelöst und das bereits als Zentort bestehende Wald-Michelbach erhielt eine eigene Amtsvogtei, deren Amtsbereich auch die Orte Ober-, Unter-Abtsteinach und Mackenheim zugewiesen wurden.
Nach dem Wiener Kongress 1814/15 wurden 1816 im Großherzogtum Provinzen gebildet. Dabei wurde das vorher als „Fürstentum Starkenburg“ bezeichnete Gebiet, das aus den südlich des Mains gelegenen alten hessischen und den ab 1803 hinzugekommenen rechtsrheinischen Territorien bestand, in „Provinz Starkenburg“ umbenannt. 1821 wurden im Rahmen einer umfassenden Verwaltungsreform die Amtsvogteien in den Provinzen Starkenburg und Oberhessen des Großherzogtums aufgelöst und Landratsbezirke eingeführt, wobei Absteinach und Mackenheim zum Landratsbezirk Lindenfels kamen. Im Rahmen dieser Reform wurden auch Landgerichte geschaffen, die jetzt unabhängig von der Verwaltung waren. Deren Gerichtsbezirke entsprachen in ihrem Umfang den Landratsbezirken. Für den Landratsbezirk Lindenfels war das Landgericht Fürth als Gericht erster Instanz zuständig. Diese Reform ordnete auch die Verwaltung auf Gemeindeebene neu. So war die Bürgermeisterei in Oberabtsteinach auch für Buchklingen, Eichelberg (heute Eichelberger Höfe in der Gemarkung Unter-Flockenbach), Flockenbach (heute Unter-Flockenbach), Gorxheim, Kunzenbach (heute eine Siedlung in der Gemarkung Gorxheim), Löhrbach, Trösel und Unterabtsteinach zuständig, während Mackenheim mit Schnorrenbach von der Bürgermeisterei in Weiher verwaltet wurde. Entsprechend der Gemeindeverordnung vom 30. Juni 1821 gab es keine Einsetzungen von Schultheißen mehr, sondern einen gewählten Ortsvorstand, der sich aus Bürgermeister, Beigeordneten und Gemeinderat zusammensetzte.
Die Statistisch-topographisch-historische Beschreibung des Großherzogthums Hessen berichtet 1829 über die drei heutigen Abtsteinacher Orte:

„Oberabtsteinach (L. Bez. Lindenfels) kath. Pfarrdorf; liegt in einem von hohen Bergen umgebenen Thale 3 St. von Lindenfels an der Steinach, die in der Nähe ihren Ursprung hat. Man zählt 48 Häuser und 358 kath. Einw. Auf dem nahen Berg, der Waldknopf genannt, eröffnet sich eine herrliche Aussicht nach der Ebene hin. Der Ort selbst kommt in Lorscher Urkunden nicht vor, wohl aber die Steinach, wovon derselbe seinen Namen hat, und zwar schon 773. Die Pfarrei wurde erst 1651 errichtet und die jetzige Kirche 1736 erbaut. Im Jahr 1802 kam Oberabtsteinach von Mainz an Hessen.“

„Unterabtsteinach (L. Bez. Lindenfels) kath. Filialdorf: liegt 3 1/4 St. von Lindenfels an der Steinach, und hat 43 Häuser und 336 kath. Einw. Man findet 3 Mahl- und 1 Oelmühle. Der Ort kam 1802 von Mainz an Hessen.“

„Mackenheim (L. Bez. Lindenfels) kath. Filialdorf; liegt 2½ St. von Lindenfels, und hat 7 Häuser und 58 kath Einw. Der Ort kam 1802 von Mainz an Hessen.“

1832 wurden die Verwaltungseinheiten weiter vergrößert und es wurden Kreise geschaffen. Nach der am 20. August 1832 bekanntgegebenen Neugliederung sollte es in Süd-Starkenburg künftig nur noch die Kreise Bensheim und Lindenfels geben; der Landratsbezirk von Heppenheim sollte in den Kreis Bensheim fallen. Noch vor dem Inkrafttreten der Verordnung zum 15. Oktober 1832 wurde diese aber dahingehend revidiert, dass statt des Kreises Lindenfels neben dem Kreis Bensheim der Kreis Heppenheim als zweiter Kreis gebildet wurde, zu dem jetzt Ober-, Unter-Abtsteinach und Mackenheim gehörte.
Am 31. Juli 1848 wurden in den Provinzen die Kreise und die Landratsbezirke des Großherzogtums abgeschafft und durch „Regierungsbezirke“ ersetzt, wobei die bisherigen Kreise Bensheim und Heppenheim zum Regierungsbezirk Heppenheim vereinigt wurden. Bereits vier Jahre später, im Laufe der Reaktionsära, kehrte man aber zur Einteilung in Kreise zurück und Ober-, Unter-Abtsteinach und Mackenheim wurde Teil des neu geschaffenen Kreises Lindenfels.
Die im Dezember 1852 aufgenommenen Bevölkerungs- und Katasterlisten ergaben für die drei Orte:
- Ober-Abtsteinach: 779 Einwohner. Die Gemarkung mit 2050 Morgen, davon 966 Morgen Ackerland, 288 Morgen Wiesen und 82 Morgen Wald.
- Unter-Abtsteinach: 445 Einwohner. Die Gemarkung mit 993 Morgen, davon 841 Morgen Ackerland, 261 Morgen Wiesen und 1205 Morgen Wald.
- Mackenheim: 69 Einwohner. Die Gemarkung mit 782 Morgen, davon 426 Morgen Ackerland, 106 Morgen Wiesen und 222 Morgen Wald.

1867 wurden für Ober-Abtsteinach 65 Häuser und 413 Einwohner gezählt. Die Bürgermeisterei verwaltete auch Mackenheim (11 Häuser, 81 Einwohner) und die Schnorrenbacher Höfe (2 Häuser, 22 Einwohner). Unter-Abtsteinach hatte eine eigene Bürgermeisterei, 55 Häuser und 341 Einwohner.
Nachdem das Großherzogtum Hessen 1871 Teil des Deutschen Reiches geworden war, wurden 1874 eine Reihe von Verwaltungsreformen beschlossen. So wurden die landesständige Geschäftsordnung sowie die Verwaltung der Kreise und Provinzen durch Kreis- und Provinzialtage geregelt. Die Neuregelung trat am 12. Juli 1874 in Kraft und verfügte auch die Auflösung der Kreise Lindenfels und Wimpfen und die Wiedereingliederung der drei heutigen Ortsteile in den Kreis Heppenheim.
Wie in den meisten Orten des Odenwaldes war die Bevölkerung arm und der Wald bildete neben der Landwirtschaft die einzige Erwerbsquelle. Mit der Zunahme der Bevölkerung im 19. Jahrhundert reichte dies nicht mehr aus, um die Menschen zu ernähren, und viele Einwohner wanderten nach Amerika und Australien aus. Erst mit der aufkommenden Steinbruchindustrie fanden mehr Menschen Arbeit, allerdings war diese Arbeit gesundheitsschädigend und gefährlich.
Im Jahr 1927 wurden die Gemarkungsgrößen wie folgt angegeben:
- Ober-Abtsteinach mit 324,1 ha.[2]
- Unter-Abtsteinach mit 583,7 ha.[3]
- Mackenheim mit 258,1 ha.[17]

Bis in die 1930er Jahre war Abtsteinach für seine Buntsandsteinbrüche bekannt und viele Kirchen und Stadthäuser in der Region wurden daraus errichtet. Mit dem Aufkommen des Betons wurden viele Steinbrüche unrentabel und mussten schließen. Heute gibt es nur in Mackenheim noch einen Steinbruch, in dem Porphyr für den Straßen- und Hausbau abgebaut wird.
Die hessischen Provinzen Starkenburg, Rheinhessen und Oberhessen wurden 1937 nach der 1936 erfolgten Auflösung der Provinzial- und Kreistage aufgehoben. Zum 1. November 1938 trat dann eine umfassende Gebietsreform auf Kreisebene in Kraft. In der ehemaligen Provinz Starkenburg war der Kreis Bensheim besonders betroffen, da er aufgelöst und zum größten Teil dem Kreis Heppenheim zugeschlagen wurde. Der Kreis Heppenheim übernahm auch die Rechtsnachfolge des Kreises Bensheim und erhielt den neuen Namen Landkreis Bergstraße.
Wie die Einwohnerzahlen von 1939 bis 1950 zeigen, nahm auch Abtsteinach nach dem Zweiten Weltkrieg viele Flüchtlinge und Vertriebene aus den ehemaligen deutschen Ostgebieten auf.
Im Jahr 1961 wurden die Gemarkungsgrößen der drei Ortsteile wie folgt angegeben:
- Unter-Abtsteinach 584 ha angegeben, davon 321 ha Wald.[20]
- Ober-Abtsteinach 324 ha, davon 82 ha Wald.[5]
- Mackenheim 268 ha, davon 104 ha Wald.[21]

Im 20. Jahrhundert entwickelten sich die Ortsteile von Abtsteinach zu Wohngemeinden und die meisten Einwohner fanden Arbeit in den großen Industrieunternehmen in Weinheim, Mannheim und Ludwigshafen am Rhein.
Bis zum 31. Dezember 1971 waren Mackenheim, Ober- und Unter-Abtsteinach selbständige Gemeinden. Zu diesem Datum fusionierten sie im Zuge der Gebietsreform in Hessen freiwillig zur neuen Gemeinde Abtsteinach.
Heute hat sich die Landwirtschaft auf einige kleine Betriebe konzentriert, die hauptsächlich Rinder- und Milchviehhaltung betreiben. In Abtsteinach gibt es circa 300 Arbeitsplätze in Gewerbe und Handel, die meisten Arbeitnehmer pendeln in die benachbarten Industriestandorte.
Siehe auch
Geschichte Mackenheims
Geschichte Ober-Abtsteinachs
Geschichte Unter-Abtsteinachs

### Gerichte in Hessen
Die Gerichtsbarkeit des Oberamtes Lindenfels ging 1813 an das neue Justizamt in Fürth über.
Mit Bildung der Landgerichte im Großherzogtum Hessen war ab 1821 das Landgericht Fürth das Gericht erster Instanz. 1853 wurde ein neuer Landgerichtsbezirk geschaffen, dessen Sitz in Wald-Michelbach war und zu dem auch Unter-, Ober-Abtsteinach und Mackenheim gehörten.
Anlässlich der Einführung des Gerichtsverfassungsgesetzes mit Wirkung vom 1. Oktober 1879, infolge derer die bisherigen großherzoglich hessischen Landgerichte durch Amtsgerichte an gleicher Stelle ersetzt wurden, während die neu geschaffenen Landgerichte nun als Obergerichte fungierten, kam es zur Umbenennung in Amtsgericht Wald-Michelbach und Zuteilung zum Bezirk des Landgerichts Darmstadt.
Am 1. Juli 1968 wurde der Amtsgerichtsbezirk dem Amtsgericht Fürth zugelegt und das Amtsgericht Wald-Michelbach aufgelöst.

### Großgemeinde Abtsteinach
Am 31. Dezember 1971 entstand im Zuge der Gebietsreform in Hessen die Gemeinde Abtsteinach durch den freiwilligen Zusammenschluss der bis dahin selbständigen Gemeinden Ober-Abtsteinach, Unter-Abtsteinach und Mackenheim. Sitz der Gemeindeverwaltung wurde Ober-Abtsteinach. Ortsbezirke nach der Hessischen Gemeindeordnung wurden nicht eingerichtet.

### Ausgliederungen
Am 1. August 1972 wurde die Exklave Schnorrenbach, ein ehemaliger Ortsteil von Mackenheim, mit damals etwa 20 Einwohnern an die Gemeinde Birkenau abgetreten.

## Bevölkerung

### Einwohnerstruktur 2011
Nach den Erhebungen des Zensus 2011 lebten am Stichtag, dem 9. Mai 2011, in Abtsteinach 2454 Einwohner. Darunter waren 119 (4,8 %) Ausländer, von denen 98 aus dem EU-Ausland, 9 aus anderen europäischen Ländern und 12 aus anderen Staaten kamen. Bis zum Jahr 2020 erhöhte sich die Ausländerquote auf 7,1 %. Nach dem Lebensalter waren 402 Einwohner unter 18 Jahren, 981 waren zwischen 18 und 49, 588 zwischen 50 und 64 und 483 Einwohner waren älter. Die Einwohner lebten in 1074 Haushalten. Davon waren 275 Singlehaushalte, 344 Paare ohne Kinder und 375 Paare mit Kindern, sowie 46 Alleinerziehende und 34 Wohngemeinschaften. In 342 Haushalten lebten ausschließlich Senioren und in 714 Haushaltungen leben keine Senioren.

### Einwohnerentwicklung
| Abtsteinach: Einwohnerzahlen von 1972 bis 2020                          | Abtsteinach: Einwohnerzahlen von 1972 bis 2020 | Abtsteinach: Einwohnerzahlen von 1972 bis 2020 | Abtsteinach: Einwohnerzahlen von 1972 bis 2020 | Abtsteinach: Einwohnerzahlen von 1972 bis 2020 |
| ----------------------------------------------------------------------- | ---------------------------------------------- | ---------------------------------------------- | ---------------------------------------------- | ---------------------------------------------- |
| Jahr                                                                    |                                                |                                                |                                                | Einwohner                                      |
| 1972                                                                    | 1972                                           |                                                | 2.111                                          | 2.111                                          |
| 1975                                                                    | 1975                                           |                                                | 2.132                                          | 2.132                                          |
| 1980                                                                    | 1980                                           |                                                | 2.151                                          | 2.151                                          |
| 1985                                                                    | 1985                                           |                                                | 2.153                                          | 2.153                                          |
| 1990                                                                    | 1990                                           |                                                | 2.454                                          | 2.454                                          |
| 1995                                                                    | 1995                                           |                                                | 2.491                                          | 2.491                                          |
| 2000                                                                    | 2000                                           |                                                | 2.476                                          | 2.476                                          |
| 2005                                                                    | 2005                                           |                                                | 2.424                                          | 2.424                                          |
| 2010                                                                    | 2010                                           |                                                | 2.432                                          | 2.432                                          |
| 2011                                                                    | 2011                                           |                                                | 2.454                                          | 2.454                                          |
| 2015                                                                    | 2015                                           |                                                | 2.360                                          | 2.360                                          |
| 2020                                                                    | 2020                                           |                                                | 2.462                                          | 2.462                                          |
| Quellen: 1972; Hessisches Statistisches Informationssystem; Zensus 2011 |                                                |                                                |                                                |                                                |

### Erwerbstätigkeit
Die Gemeinde im Vergleich mit Landkreis, Regierungsbezirk Darmstadt und Hessen:
|                                                   | Jahr | Gemeinde | Landkreis | Regierungsbezirk | Hessen    |
| ------------------------------------------------- | ---- | -------- | --------- | ---------------- | --------- |
| Sozialversicherungspflichtig Beschäftigte         | 2017 | 462      | 72.939    | 1.695.567        | 2.524.156 |
| Veränderung zu                                    | 2000 | +81,2 %  | +17,1 %   | +16,1 %          | +16,0 %   |
| davon Vollzeit                                    | 2017 | 80,1 %   | 70,8 %    | 72,8 %           | 71,8 %    |
| davon Teilzeit                                    | 2017 | 19,9 %   | 29,2 %    | 27,2 %           | 28,2 %    |
| Ausschließlich geringfügig entlohnte Beschäftigte | 2017 | 108      | 15.613    | 224.267          | 372.991   |
| Veränderung zu                                    | 2000 | +13,7 %  | −4,3 %    | +9,0 %           | +8,8 %    |

| Branche                         | Jahr | Gemeinde | Landkreis | Regierungsbezirk | Hessen |
| ------------------------------- | ---- | -------- | --------- | ---------------- | ------ |
| Produzierendes Gewerbe          | 2000 | 40,8 %   | 39,6 %    | 27,0 %           | 30,6 % |
|                                 | 2017 | *)       | 32,1 %    | 20,4 %           | 24,3 % |
| Handel, Gastgewerbe und Verkehr | 2000 | 11,8 %   | 25,1 %    | 26,4 %           | 25,1 % |
|                                 | 2017 | *)       | 25,8 %    | 24,7 %           | 23,8 % |
| Unternehmensdienstleistungen    | 2000 | *)       | 11,6 %    | 25,1 %           | 20,2 % |
|                                 | 2017 | 21,6 %   | 15,5 %    | 31,6 %           | 26,1 % |
| Sonstige Dienstleistungen       | 2000 | 20,4 %   | 22,0 %    | 20,1 %           | 22,5 % |
|                                 | 2017 | 12,1 %   | 25,3 %    | 23,0 %           | 25,4 % |
| Sonstiges (bzw. ohne Zuordnung) | 2000 | 27,1 %   | 01,7 %    | 01,4 %           | 01,5 % |
|                                 | 2017 | 66,2 %   | 01,1 %    | 00,3 %           | 00,4 % |

*) anonymisiert

## Religion

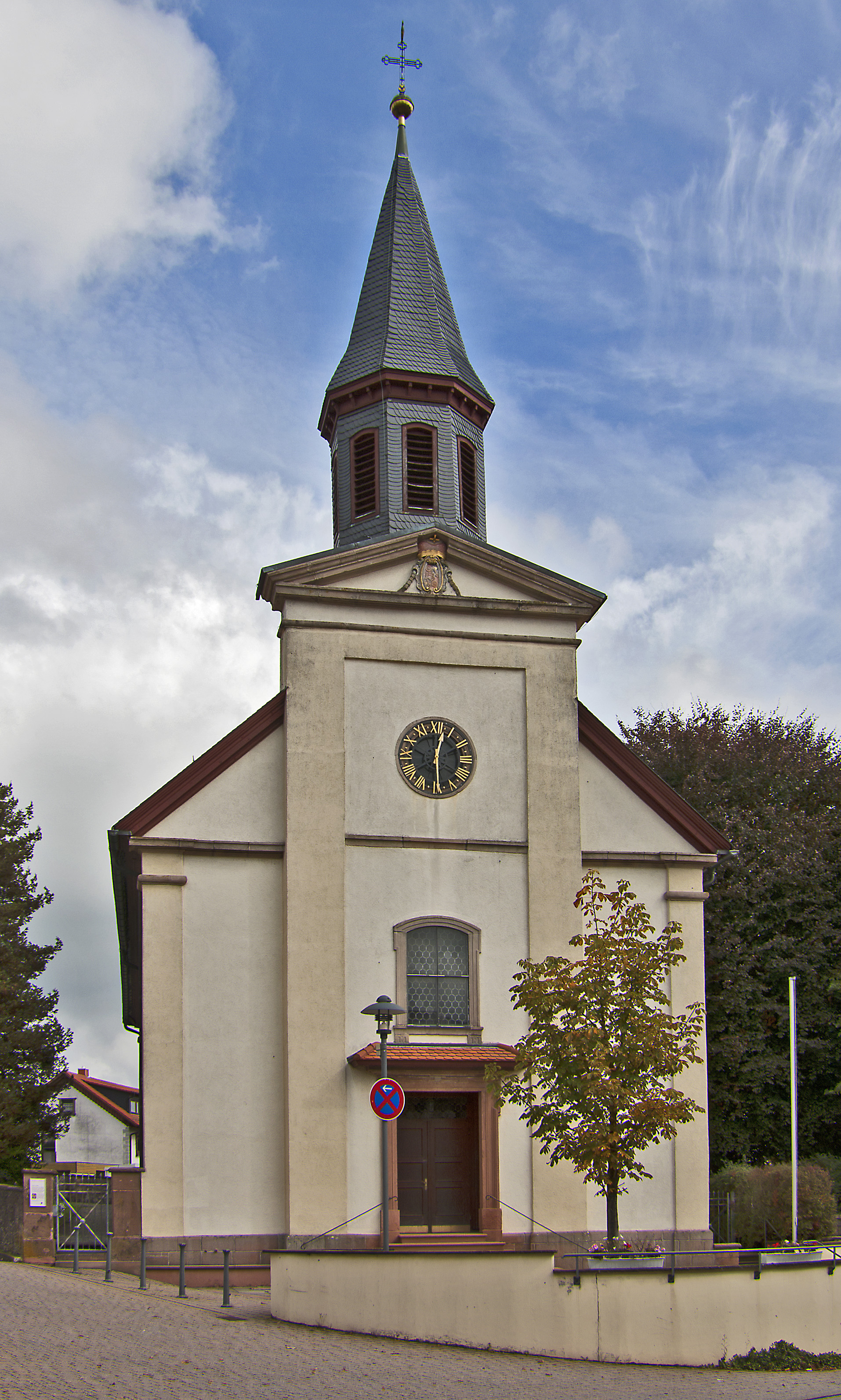
Pfarrkirche St. Bonifatius in Ober-Abtsteinach

In Ober- und in Unter-Abtsteinach steht jeweils eine katholische Kirche, zudem existiert in Unter-Abtsteinach eine Kapelle.
Mitte des 17. Jahrhunderts ließ der Mainzer Kurfürst Johann Philipp von Schönborn den durch den Dreißigjährigen Krieg verarmten Einwohnern in Ober-Abtsteinach eine erste Kirche bauen, die 1658 geweiht (wohl nur benediziert) wurde. Etwa zur gleichen Zeit wurde auch eine Pfarrei errichtet. Sie erhielt das typisch mainzische Patrozinium St. Bonifatius. Dieser Benediktinerheilige schließt die Lorscher und die Mainzer Geschichte des Ortes Abtsteinach zusammen. Unter Kurfürst-Erzbischof Friedrich Karl Josef von Erthal (1774–1802; auch Fürstbischof von Worms) wurde die Kirche um 1782 durch einen klassizistischen Neubau ersetzt. Das noch brauchbare Baumaterial der alten Kirche wurde wieder verwendet. In der neuen Sakristei existiert noch das Wappen des ersten Stifters Johann Philipp von Schönborn als Relief. Bei der Neuerrichtung erhielt die Kirche eine klassizistische Innenausstattung (Hochaltar). Die Pfarrei St. Bonifatius (Ober)-Abtsteinach wurde im 20. Jahrhundert zur Mutterpfarrei der ausgegliederten Pfarrkuratien von Unter-Flockenbach und Löhrbach. Kirchlich gehört die Pfarrgemeinde zum Bistum Mainz, Dekanat Bergstraße Ost, Pfarrgruppe Abtsteinach.
St. Marien, die Unter-Abtsteinacher Kirche (Patrozinium Maria Himmelfahrt), stammt aus der zweiten Hälfte des 20. Jahrhunderts. In der Kapelle St. Ludwig IX., in der Ortsmitte von Unter-Abtsteinach, steht eine Marienfigur, die nach einer Legende aus der Kirchenruine Lichtenklingen stammen soll und alljährlich bei der Lichtenklinger Wallfahrt (Sonntag um den 15. August) dorthin gebracht wird. Viele Häuser in der Großgemeinde Abtsteinach tragen außerdem noch Muttergotteshäusel, kleine Nischen in den Häuseraußenwänden mit Marien- oder Christusfiguren.
Historische Religionszugehörigkeit
| • 1987: | 361 evangelische (= 15,9 %), 1803 katholische (= 79,4 %), 108 sonstige (= 4,7 %) Einwohner  |
| • 2011: | 421 evangelische (= 17,1 %), 1609 katholische (= 64,6 %), 424 sonstige (= 17,3 %) Einwohner |

## Politik

### Gemeindevertretung
Die Kommunalwahl am 14. März 2021 lieferte folgendes Ergebnis, in Vergleich gesetzt zu früheren Kommunalwahlen:
| Sitzverteilung in der Gemeindevertretung 2021Insgesamt 15 Sitze - SPD: 2 - CDU: 6 - FW: 7 | Parteien und Wählergemeinschaften | Parteien und Wählergemeinschaften           | % 2021 | Sitze 2021 | % 2016 | Sitze 2016 | % 2011 | Sitze 2011 | % 2006 | Sitze 2006 | % 2001 | Sitze 2001 |
| Sitzverteilung in der Gemeindevertretung 2021Insgesamt 15 Sitze - SPD: 2 - CDU: 6 - FW: 7 | FWG                               | Freie Wählervereinigung Abtsteinach         | 45,5   | 7          | 44,0   | 7          | 48,0   | 7          | 36,6   | 5          | 34,4   | 5          |
| Sitzverteilung in der Gemeindevertretung 2021Insgesamt 15 Sitze - SPD: 2 - CDU: 6 - FW: 7 | CDU                               | Christlich Demokratische Union Deutschlands | 38,9   | 6          | 40,4   | 6          | 30,3   | 5          | 43,5   | 7          | 41,1   | 6          |
| Sitzverteilung in der Gemeindevertretung 2021Insgesamt 15 Sitze - SPD: 2 - CDU: 6 - FW: 7 | SPD                               | Sozialdemokratische Partei Deutschlands     | 15,6   | 2          | 15,5   | 2          | 21,8   | 3          | 19,9   | 3          | 24,5   | 4          |
| Sitzverteilung in der Gemeindevertretung 2021Insgesamt 15 Sitze - SPD: 2 - CDU: 6 - FW: 7 | Gesamt                            | Gesamt                                      | 100    | 15         | 100    | 15         | 100    | 15         | 100    | 15         | 100    | 15         |
| Sitzverteilung in der Gemeindevertretung 2021Insgesamt 15 Sitze - SPD: 2 - CDU: 6 - FW: 7 | Wahlbeteiligung in %              | Wahlbeteiligung in %                        | 60,9   | 60,9       | 55,9   | 55,9       | 69,4   | 69,4       | 59,1   | 59,1       | 54,9   | 54,9       |

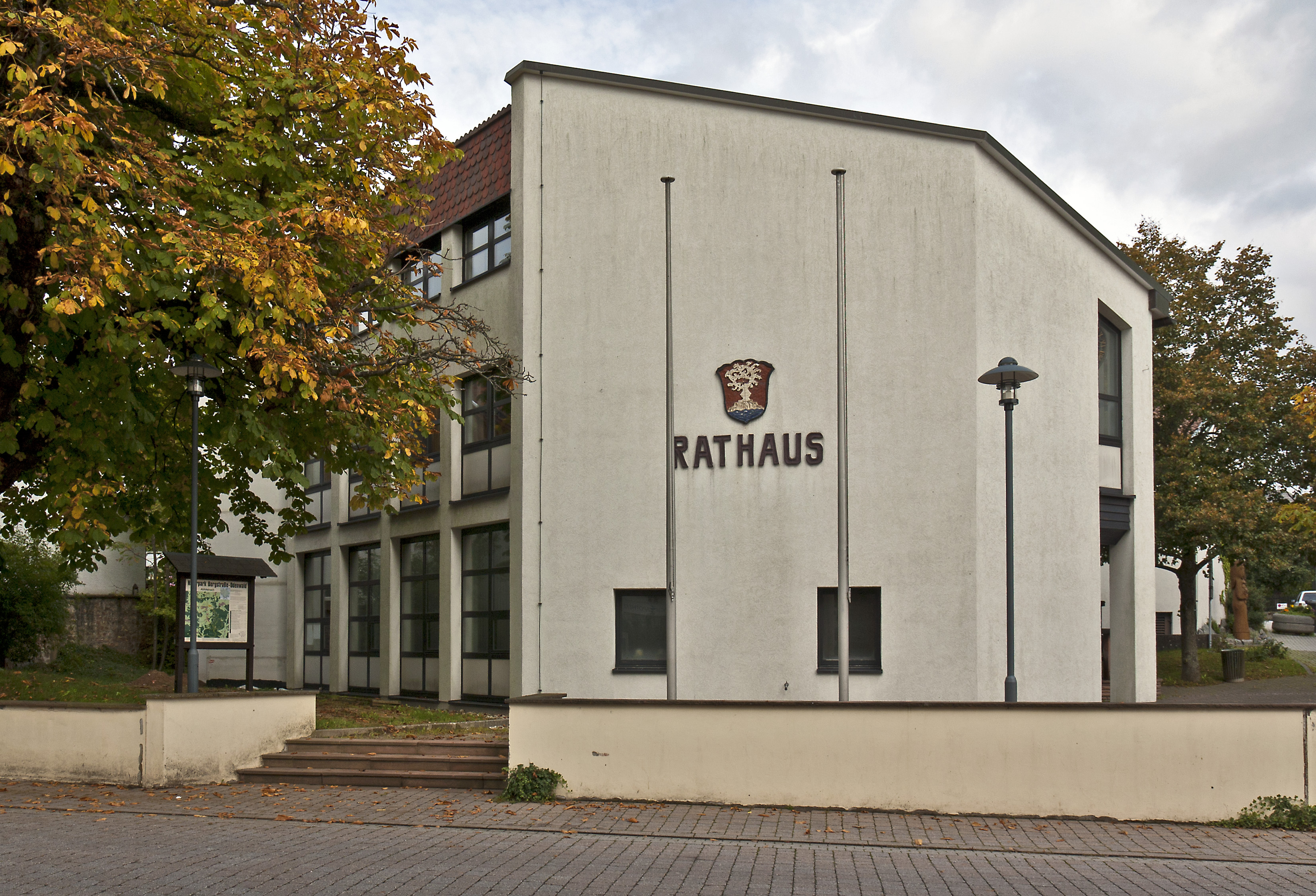
Das Rathaus in Ober-Abtsteinach

Das Rathaus befindet sich in Ober-Abtsteinach.

### Bürgermeister
Nach der hessischen Kommunalverfassung wird der Bürgermeister für eine sechsjährige Amtszeit gewählt, seit dem Jahr 1993 in einer Direktwahl, und ist Vorsitzender des Gemeindevorstands, dem in der Gemeinde Abtsteinach neben dem Bürgermeister ehrenamtlich ein Erster Beigeordneter und sechs weitere Beigeordnete angehören. Bürgermeister ist seit dem 1. Februar 2025 der parteiunabhängige Sven Bassauer. Seine Amtsvorgängerin Angelika Beckenbach, die im März 2023 für eine zweite Amtszeit gewählt worden war, wechselte am 1. September 2024 als Erste Kreisbeigeordnete zum Landkreis Bergstraße. Als Vakanzvertreter leitete Erster Beigeordneter Alois Berbner (FWV) die Gemeindeverwaltung kommissarisch und die Wahl eines neuen Bürgermeisters musste vorgezogen werden. Sven Bassauer erhielt am 10. November 2024 im ersten Wahlgang bei 66,9 Prozent Wahlbeteiligung 60,2 Prozent der Stimmen.
Amtszeiten der Bürgermeister
- 2025–2031 Sven Bassauer[39]
- 2017–2024 Angelika Beckenbach[40]
- 1993–2017 Rolf Reinhard

| Jahr           | Wahlbeteili- gung in % | Kandidaten          | Partei | Stimmen in % |
| -------------- | ---------------------- | ------------------- | ------ | ------------ |
| 2024           | 66,9                   | Sven Bassauer       |        | 60,2         |
| 2024           | 66,9                   | Karin Klemmer       |        | 39,8         |
| 2023           | 55,15                  | Angelika Beckenbach |        | 92,58        |
| 2017           | 69,5                   | Angelika Beckenbach |        | 62,1         |
| 2017           | 69,5                   | Kevin Flödl         |        | 37,9         |
| 2011           | 69,2                   | Rolf Reinhard       |        | 68,3         |
| 2005           | 80,9                   | Rolf Reinhard       |        | 63,4         |
| 2005           | 80,9                   | Udo Bergfeld        |        | 03,7         |
| 2005           | 80,9                   | Klaus Schmitt       |        | 33,0         |
| 1999           | 73,2                   | Rolf Reinhard       |        | 81,5         |
| 1993 Stichwahl | 85,5                   | Rolf Reinhard       |        | 55,8         |
| 1993 Stichwahl | 85,5                   | Günther Jöst        | CDU    | 44,2         |
| 1993           | 83,8                   | Rolf Reinhard       |        | 49,1         |
| 1993           | 83,8                   | Rainer Bergert      | SPD    | 10,9         |
| 1993           | 83,8                   | Günther Jöst        | CDU    | 39,9         |

### Wappen und Flagge
Wappen

Bannerflagge

Blasonierung: „In Rot über blauem Wellen-Schildfuß ein aus silbernen Felsen wachsender silberner Abtstab.“
Das Wappen wurde der Gemeinde am 6. September 1972 durch den Hessischen Innenminister genehmigt. Gestaltet wurde es durch den Darmstädter Heraldiker Georg Massoth.
Es wurde bei der Gemeindegründung von der ehemaligen Gemeinde Ober-Abtsteinach übernommen.
Das Wappen von Abtsteinach ist ein so genanntes redendes Wappen.
Der Abtsstab dokumentiert die Verbindung von Abtsteinach als Besitztum des Klosters Lorsch (in Abtsteinach gab es keine Abtei). Der Felsen bzw. Berg symbolisiert den Hardberg als höchsten Berg der Umgebung, der für Abtsteinach bestimmend ist. Die Wellenschildfuß symbolisiert den Bachlauf der Steinach, deren Quelle in Abtsteinach entspringt und dem Neckar zufließt.
 Flagge 
Die Flagge wurde der Gemeinde am 14. Januar 1980 genehmigt und wird wie folgt beschrieben:
Flaggenbeschreibung: „Auf weißer Mittelbahn, begrenzt von 2 blauen Seitenstreifen, in der oberen Hälfte aufgelegt das Gemeindewappen.“

## Kultur und Sehenswürdigkeiten

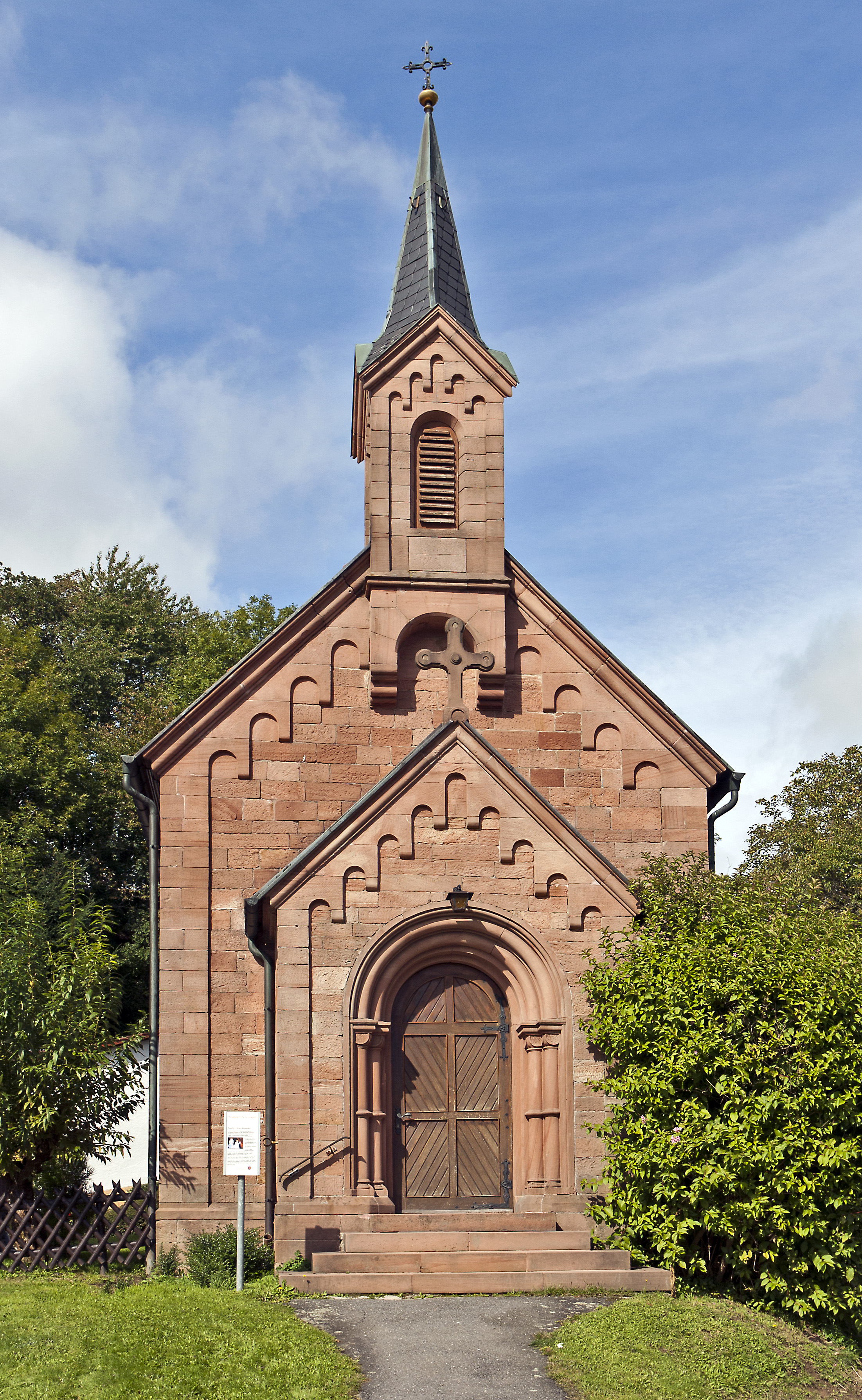
Kapelle St. Ludwig in Unter-Abtsteinach

Es existiert ein Kunstwanderweg mit elf Kunstwerken, der vom FCO-Sportgelände über die Grillanlage bis zur Götzensteinstraße führt.

### Freizeit- und Sportanlagen
Unter-Abtsteinach und Ober-Abtsteinach verfügen über je einen Sportplatz, letzteres auch über eine Tennisanlage.
Eine Grillhütte mit einem Waldlehrpfad liegt in Ober-Abtsteinach zwischen einer Wiesenfläche, einem Wäldchen und dem Friedhof des Ortes. Zudem wurde 2015 eine der beliebten alla-hopp!-Anlagen (Spiel- und Sportanlage) mit 12.000 m² zwischen der Hauptstraße und der Weinheimer Straße in Unter-Abtsteinach eröffnet.

### Schutzgebiete
Auf der Gemarkung der Gemeinde Abtsteinach sind die Fauna-Flora-Habitat-Gebiete „Steinachtal bei Abtsteinach“ und „Oberlauf der Weschnitz und Nebenbäche“ ausgewiesen. Daneben hat der Landkreis Bergstraße mehrere Bäume als Naturdenkmale ausgewiesen, nämlich vier Rosskastanien in Ober-Abtsteinach und eine besonders gegabelte Waldkiefer in Unter-Abtsteinach.

### Regelmäßige Veranstaltungen
- Abtsteinach durchzieht seit vielen Jahren am Fastnachtssonntag der überregional bekannte Karnevalsumzug „Boa Narhalla“. Dieser, wie auch die Prunksitzungen werden vom Okaclu, dem Ober-Absteinacher Karnevalsclub, organisiert.
- Jedes Jahr im August findet eine von der Kirchengemeinde organisierte Wallfahrt nach St. Maria in Lichtenklingen statt.

### Hardberg
Mit dem Hardberg (593 m ü. NHN) liegt der dritthöchste Berg des Odenwaldes auf der Gemarkung der Gemeinde Abtsteinach. Auf seinem Gipfel steht ein Sendeturm des Hessischen Rundfunkes mit 135 m Höhe.

## Wirtschaft und Infrastruktur

### Flächennutzung
Das Gemeindegebiet umfasst eine Gesamtfläche von 1103 Hektar, davon entfallen in ha auf:
| Nutzungsart             | Nutzungsart             | 2011 | 2015 |
| ----------------------- | ----------------------- | ---- | ---- |
| Gebäude- und Freifläche | Gebäude- und Freifläche | 83   | 83   |
| davon                   | Wohnen                  | 55   | 56   |
|                         | Gewerbe                 | 6    | 7    |
| Betriebsfläche          | Betriebsfläche          | 11   | 10   |
| davon                   | Abbauland               | 7    | 7    |
| Erholungsfläche         | Erholungsfläche         | 5    | 6    |
| davon                   | Grünanlage              | 1    | 2    |
| Verkehrsfläche          | Verkehrsfläche          | 41   | 41   |
| Landwirtschaftsfläche   | Landwirtschaftsfläche   | 457  | 455  |
| davon                   | Moor                    | 0    | 0    |
|                         | Heide                   | 0    | 0    |
| Waldfläche              | Waldfläche              | 499  | 500  |
| Wasserfläche            | Wasserfläche            | 2    | 2    |
| Sonstige Nutzung        | Sonstige Nutzung        | 6    | 6    |

### Verkehrsanbindungen
Abtsteinach liegt abseits von großen Bundesstraßen, allerdings ist es gut über die Verbindungsstraßen von Weinheim nach Wald-Michelbach zu erreichen.
Täglich verkehren Linienbusse nach Weinheim und Grasellenbach.

### Ansässige Unternehmen
- motech gmbh, technology + systems, Hersteller von Schaltanlagen
- Porphyrwerke Weinheim Schriesheim AG
- REIMOTEC Maschinen- und Anlagenbau GmbH
- MET Extrusionstechnik, Weltmarktführer in der Herstellung von Kunstrasenfasern[47]

### Bildungseinrichtungen
Die Grundschule befindet sich in Unter-Abtsteinach und trägt den Namen „Steinachtal-Grundschule“.
In Ober-Abtsteinach findet sich der katholische Kindergarten „St. Josef“.

## Persönlichkeiten, geboren in Abtsteinach
- Franz Jöst (1851–1921), geboren im Ortsteil Mackenheim, hessischer Politiker (SPD)
- Heinrich Rohr (1902–1997), Kirchenmusiker und Komponist (Gotteslob)
- Ralf Kohl (* 1965), ehemaliger Fußballspieler